# Кузоватово
Кузоватово (рос. Кузоватово) — робітниче селище в Кузоватовському районі Ульяновської області Російської Федерації.
Населення становить 7325 осіб. Входить до складу муніципального утворення Кузоватовське міське поселення.

## Історія
Від 2004 року входить до складу муніципального утворення Кузоватовське міське поселення.

## Населення
| 1959  | 1970  | 1979  | 1989  | 2002  | 2009  | 2010  |
| ----- | ----- | ----- | ----- | ----- | ----- | ----- |
| 5000  | ↗6906 | ↘6818 | ↗8034 | ↗8683 | ↗8765 | ↘8022 |
| 2012  | 2013  | 2014  | 2015  | 2016  | 2017  | 2018  |
| ↘7909 | ↘7840 | ↗7875 | ↘7775 | ↘7700 | ↘7620 | ↘7550 |
| 2019  | 2020  | 2021  |       |       |       |       |
| ↘7497 | ↘7404 | ↘7325 |       |       |       |       |